# Mario Marcos Ostojić
Mario Marcos Ostojić (Lujan, Argentina, 25. travnja 1959.), hrvatski je političar, diplomat i novinski izvjestitelj.

## Životopis
Rodio se je u argentinskom Lujanu 1959. godine u mnogobrojnoj obitelji hrvatskih političkih emigranata (bio je jedanaesto dijete) koji su u Argentinu otišli nakon sloma NDH.
Radio je na franjevačkom Zavodu Alojzija Stepinca gdje je predavao je matematiku, fiziku i kemiju. U politiku se uključio pridruživanjem Hrvatskoj republikanskoj stranci 1980-ih godina. Na njegov politički profil utjecali su predsjednik stranke Ivo Korsky i tajnik Kazimir Katalinić koji su ga izgradili u starčevićanskom duhu s naglaskom na domovinsku, a ne na emigrantsku politiku.
Dok je bio u emigraciji, pripremao je u Argentini javne prosvjede i demonstracije protiv Jugoslavije, ponajviše u Buenos Airesu. Poznat je uspjeh prosvjeda kad je predsjednik predsjedništva SFRJ Lazar Mojsov posjetio Argentinu; tad su prosvjednici probili sve prepreke, izazvavši poprilični nered o čemu su poslije naveliko pisali mediji. Argentinski predsjednik Raúl Alfonsín je povodom toga izjavio da su im Hrvati upropastili sve. Na tim je manifestacijama sâm sudjelovao. Poslije je otišao u Europu. Od 1987. boravio je u SR Njemačkoj, promičući istinu o Hrvatskoj i Hrvatima putem letaka i snimljenih vrpca među gastarbajterima i suradnicima iz susjednih država, a sve radi očekivanog osamostaljenja Hrvatske. Radio je mnogo, pa je tih godina doslovno spavao u vlaku.
1990., političkim liberalizacijama u Hrvatskoj koja je onda još bila u Jugoslaviji, stvorila mu se mogućnost otići u Hrvatsku. Ondje su registrirali domovinski ogranak Hrvatske republikanske stranke, Hrvatsku republikansku zajednicu. U domovini se je zaposlio u Hrvatskomu informativnom centru. Kad su velikosrbi napali Hrvatsku, izvješćivao je uživo za radijske postaje španjolskoga govornog područja (iz Argentine).
Od 1994. godine radi u Ministarstvu vanjskih poslova Republike Hrvatske. Ondje je radio u 7. upravi, a poslije u Odjelu za Srednju i Južnu Ameriku.
Predsjednikom je Hrvatske republikanske zajednice od 1996. godine. Na toj je funkciji došao poslije Kazimira Katalinića. Od izbora za novog predsjednika, na to je mjesto još dvaput izabran.
Na izborima za Sabor 2003. godine bio je nositeljem liste Hrvatske republikanske zajednice u 1. izbornoj jedinici. Kandidirao se je na još nekoliko izbora na raznim listama.
Osim kao političar i diplomat, prevodi hrvatske knjige na španjolski i španjolske na hrvatski. Preveo je djela Miroslava Međimorca Hrvatska tradicijska kultura i Piše Sunja Vukovaru. Sa španjolskog na hrvatski (su)preveo je Dvije žene u Pragu (Dos mujeres en Praga) i Priču o izgubljenim preljubnicima (Cuentos de adulteros desorientados ) Juana Josea Millasa, Kraljicu juga (La Reina del sur) Artura Pereza-Revertea te  ArsuaginuOgrlicu neandertalca.
Piše za hrvatski portal Hrvati AMAC. i za list Politički zatvorenik (pr. članak Živi ostatci jugoslavenstva, velikosrpstva i komunizma
2011. je postao predstavnikom je Hrvatske republikanske zajednice u Velikom vijeću Hrasta za izbore za Sabor 2011. godine.
Odluku o pridruživanju Hrastu obrazložio je činjenicom da se hrvatskoj konzervativnoj desnici stalno prigovaralo da je nesposobna ujediniti se da bi uspjela ući u Sabor.